# Potlač
Potlač je institucija razmjene nekih skupina sjeverozapadnih američkih Indijanaca (Kwakiutla, Chinooka, Tsimshiana). Riječ je o obliku suprotstavljene obveze darivanja u kojemu se u razrađenim svečanostima velike količine dobara skupljaju i daju ili čak uništavaju. Naziv dolazi iz žargona Chinooka, a u antropološku terminologiju uvodi ga Marcel Mauss. Sam postupak se može shvatiti kao nadmetanje u darivanju; mijenja se materijalno bogatstvo za društveni prestiž.
Iako se postupak među narodima razlikuje uvijek je povezan s određenim obredom (proslava rođenja, vjenčanje, pokop itd.) koji se, uglavnom, odvijaju zimi te uključije gozbu, ples, glazbu i duhovne ceremonije. Domaćin ukazuje na svoju nadmoć i bogatstvo darujući vrijedne predmete, čime povećava i potvrđuje svoj društveni ugled. Takav se čin može shvatiti samo unutar pripadajućega kulturnog konteksta. Osim gospodarske, potlač ima i religijsku ulogu; glavni se sudionici doživljavaju kao duhove predaka. Ovaj fenomen ima, također, i društvenu funkciju, jer zbližavanjem različitih rodova, obitelji i društvenih skupina, društvene veze se iznova uspostavljaju, a ekonomsko tumačenje ovaj čin vidi i kao vrstu mehanizma koji ujednačava bogatstvo u društvu.

## Vanjske poveznice
- Izložba Muzeja Peabody (engl.)
- Zbirka od 420 fotografija koje opisuje život na otocima Vashon, Whidbey, području Seattlea od 1880-ih do 1930-ih (engl.)